# Where Did Everyone Go?
Where Did Everyone Go? è un album in studio del musicista statunitense Nat King Cole, pubblicato nel 1963.

## Tracce
1. Where Did Everyone Go? (Mack David, Jimmy Van Heusen) – 4:35
2. Say It Isn't So (Irving Berlin) – 3:06
3. If Love Ain't There (Johnny Burke) – 3:10
4. (Ah, the Apple Trees) When the World Was Young (M. Philippe Gerard, Angela Vannier, Johnny Mercer) – 4:01
5. Am I Blue (Harry Akst, Grant Clarke) – 3:01
6. Someone to Tell It To (Sammy Cahn, Dolores Fuller, Van Heusen) – 3:16
7. The End of a Love Affair (Edward Redding) – 3:10
8. I Keep Going Back to Joe's (Marvin Fisher, Jack Segal) – 2:38
9. Laughing on the Outside (Crying on the Inside) (Ben Raleigh, Bernie Wayne) – 2:47
10. No, I Don't Want Her (Joe Bailey) – 3:03
11. Spring Is Here (Lorenz Hart, Richard Rodgers) – 2:34
12. That's All There Is (There Isn't Anymore) (Gordon Jenkins) – 2:42